# Magnum P.I. (serie televisiva 2018)
Magnum P.I. è una serie televisiva statunitense creata da Eric Guggenheim e Peter M. Lenkov, prodotta dal 2018 al 2024.
Si tratta di un reboot dell'omonima serie televisiva andata in onda dal 1980 al 1988. La serie si inserisce nello stesso universo narrativo di altre due serie, entrambe sviluppate da Lenkov ed entrambe reboot, ovvero Hawaii Five-0 e MacGyver. I tre telefilm sono stati definiti collettivamente "Lenkov-verse".
In Italia, le prime quattro stagioni sono state trasmesse in prima visione su Fox dal 16 ottobre 2018 e poi replicate su Italia 1 dal 19 novembre 2019. Proprio Italia 1, a partire dal 19 settembre 2024 ha trasmesso la quinta ed ultima stagione in prima visione assoluta.

## Trama
Dopo essere tornato dalla guerra in Afghanistan, Thomas Magnum, un ufficiale dei Navy SEAL, decide di cambiare vita e usare le sue abilità come investigatore privato alle Hawaii. Egli è anche il consulente per la sicurezza della villa del famoso romanziere Robin Masters. La villa è gestita da un maggiordomo donna, Juliet Higgins, ex agente dei servizi segreti inglesi (MI6). Nella villa vive anche Teuila "Kumu" Tuileta, la curatrice culturale della tenuta.
Higgins ha continui battibecchi con Magnum, che vive nella dépendance, tuttavia spesso lo aiuta con i suoi casi e diventa partner a pieno titolo dell'agenzia durante la seconda stagione.
I migliori amici di Magnum sono Orville Wright detto "Rick", ex marine che gestisce il suo locale ed è un incallito playboy, e Theodore Calvin detto "T.C.", pilota di elicotteri (anche lui ex marine) che porta i turisti in giro alle Hawaii sul suo elicottero. Entrambi lo aiutano nella soluzione dei casi che si presentano di volta in volta. I tre si sono conosciuti in Afghanistan, durante la prigionia, e sono sopravvissuti aiutandosi a vicenda insieme ad un altro SEAL, J.J., amico di Magnum che muore nel primo episodio ma torna in seguito in qualche episodi con dei flashback.
Magnum nelle sue indagini è spesso in contrasto con il detective Gordon Katsumoto dell'HPD, ma quando è necessario i due si aiutano a vicenda.

## Episodi
| Stagione         | Episodi | Prima TV USA | Prima TV Italia |
| ---------------- | ------- | ------------ | --------------- |
| Prima stagione   | 20      | 2018-2019    | 2018-2019       |
| Seconda stagione | 20      | 2019-2020    | 2019-2020       |
| Terza stagione   | 16      | 2020-2021    | 2021            |
| Quarta stagione  | 20      | 2021-2022    | 2022            |
| Quinta stagione  | 20      | 2023-2024    | 2024            |

### Crossover
Il 19 luglio 2018, il network CBS ha annunciato che la serie vedrà diversi crossover con la nona stagione di Hawaii Five-0, con Kimee Balmilero, Taylor Wily e Alex O'Loughlin che interpreteranno nella serie i ruoli rispettivi di Noelani Cunha, Kamekona Tupuola e Steve McGarrett. In realtà non è mai stato realizzato un vero crossover, ma ci sono state solo alcune apparizioni di Kamekona, Duke, Noelani, Flippa e dell'investigatore privato Harry Brown da una serie nell'altra. Il 3 gennaio 2020 è stato trasmesso il primo effettivo crossover tra Hawaii Five-0 e Magnum P.I., composto di due episodi.

## Personaggi e interpreti

### Principali
- Thomas Magnum, interpretato da Jay Hernandez, doppiato da Francesco Venditti. Un ex tenente dei Navy SEAL, congedatosi si è ritirato alla Hawaii nella villa di un reporter che lo seguiva in guerra. Nell'arcipelago si dedica all'attività di investigatore privato, e capo della sicurezza della tenuta di Robin Masters. Persona simpatica, che sceglie di vivere con spensieratezza, ma ha un forte senso del dovere, è un uomo leale pronto a tutto per dare una mano a chi ha più bisogno di aiuto, anche infrangendo i protocolli. Ha diverse relazioni nel corso della serie, ma l'unica relazione durata più di una notte sarà con Lia Kaleo durante la quarta stagione, anche se poi lei lo lascerà dopo che lui scoprirà di chi lei è figlia (ovvero un famoso mafioso). Nell'ultima puntata della quarta stagione bacerà Higgins dopo averle rivelato quello che prova per lei, infatti nella quinta stagione avranno una bellissima relazione, tanto da pensare entrambi di ampliare la famiglia, cosa che purtroppo non avverrà
- Juliet Higgins, interpretata da Perdita Weeks, doppiata da Giulia Catania. Una ex agente dell'MI6, dopo essere stata cacciata per aver dato la caccia all'assassino del suo fidanzato, trova lavoro come maggiordomo della villa di Masters, nella seconda stagione entra in società con Magnum. È una donna orgogliosa ma anche sensibile, al contrario di Magnum preferisce un approccio più pratico e professionale, è implicito che tra i due ci sia un sentimento che vada anche oltre l'amicizia. Nella terza stagione, dopo che le spareranno, conoscerà in ospedale Ethan, il dottore che si sta prendendo cura di lei, con cui prima uscirà qualche volta, fino a diventare fidanzati. Alla fine della terza stagione decide di andare in Africa con Ethan dove lavorerà con Medici Senza Frontiere, però per alcuni casini Higgins sarà costretta a tornare in America, lasciando definitivamente Ethan all'inizio della quarta stagione. Per un periodo di questa stagione lavorerà in segreto per l'MI6, fino a quando Thomas deciderà di aiutarla per un caso e risolveranno tutto. Sempre in questa stagione comincerà ad andare da una psicologa che sarà la prima persona a cui Higgins dichiarerà di provare qualcosa di serio per Magnum. Nel fine di stagione rivelerà proprio a Magnum di provare qualcosa per lui e i due si baceranno, iniziando così la loro relazione, prima segreta e uscendo poi allo scoperto. Penseranno anche di allargare la famiglia, ma non ci riusciranno
- Orville "Rick" Wright, interpretato da Zachary Knighton, doppiato da Stefano Crescentini. Ex fuciliere dei SEAL, nella prima stagione gestisce un locale alla moda, mentre nella seconda ne apre un bar tutto suo. Ha conoscenze un po' ovunque sia nell'isola che fuori. Prima di entrare nell'esercito era un delinquente, ha avuto un'adolescenza difficile. Lui e TC aiutano spesso Magnum nei casi in cui lavora quando la situazione diventa pericolosa. Nella terza stagione durante un caso conoscerà Suzy, con cui comincerà un'amicizia, poi lei per un periodo lavorerà anche alla Mariana, però poi quando Suzy verrà accettata in una scuola d'arte e quindi lascerà il suo lavoro alla Mariana, i due cominceranno una relazione. Durante la quarta stagione Suzy e i due avranno poi una bambina che nascerà alla fine della stessa stagione. Nella quinta avranno un periodo di separazione, però poi alla fine torneranno insieme definitivamente
- Theodore "TC" Calvin, interpretato dall'attore Stephen Hill[7], doppiato da Andrea Lavagnino. Pilota di elicotteri, anche lui è un membro del team di Magnum. Alle Hawaii ha aperto una agenzia di tour su elicotteri dell'arcipelago, nella seconda stagione entra in società con Rick per aprire il locale. Persona estremamente leale e idealista, per lui al di sopra di ogni cosa è importante non infrangere mai gli invalicabili confini etici e morali. Nel finale della quarta stagione ritroverà Mahina, una ragazza con cui aveva passato una serata insieme, senza però più chiamarla; i due si riconcilieranno e nella quinta stagione cominceranno una relazione che però verrà messa a dura prova quando TC subirà un attacco da parte di alcuni malavitosi che gli spareranno e per cui per un breve periodo dovrà fare fisioterapia per tornare a camminare, ma alla fine tutto si risolverà e i due torneranno insieme. Sempre in questo periodo si riappacificherà anche con sua madre
- Kumu, interpretata da Amy Hill, doppiata da Chiara Salerno. È la curatrice culturale della tenuta di Masters, vi lavorava già prima che lui comprò la villa, molto amica con Magnum e Higgins, talvolta li aiuta anche in alcuni casi, rivelandosi astuta e piena di risorse. In passato è stata sposata, è da anni che ormai è vedova.
- Detective Gordon Katsumoto, interpretato da Tim Kang, doppiato da Nanni Baldini. È un detective della HPD, il suo rapporto con Magnum è di amore-odio, anche se in realtà i due sono amici sebbene Gordon è restio ad ammetterlo. Uomo estremamente professionale, lui e moglie hanno divorziato, dal loro matrimonio è nato il loro unico figlio Dennis. Magnum nei suoi casi si avvale dell'aiuto di Gordon approfittando della sua posizione di detective. Nell'ultimo episodio della quarta stagione verrà sospeso a tempo indeterminato dal suo lavoro, per aver rapito insieme a Magnum e Higgins un suo ex collega e amico dal carcere in cui risiedeva, per poter fare uno scambio di persona con un uomo che aveva rapito la sua ex moglie Beth. Nella quinta stagione troverà lavoro come guardia del corpo di una K-pop Idol per un periodo di tempo e verrà accoltellato al braccio da un uomo nel tentativo di difenderla. Dopo che finirà questo lavoro, cercherà di riottenere il suo lavoro come detective (nel frattempo affidato a Chris Childs [Michael Rady] fino alla sua morte) e dopo un colloquio con i suoi ex superiori, riuscirà a riottenere il lavoro. (True Fact: Tim Kang e Michael Rady tornano a lavorare insieme nella quinta stagione, dopo quasi 10 anni, perché avevano lavorato insieme in The Mentalist, dove Tim Kang era l'agente Kimball Cho, mentre Michael Rady interpretava Luther Wainwright, uno dei vari capi del CBI)

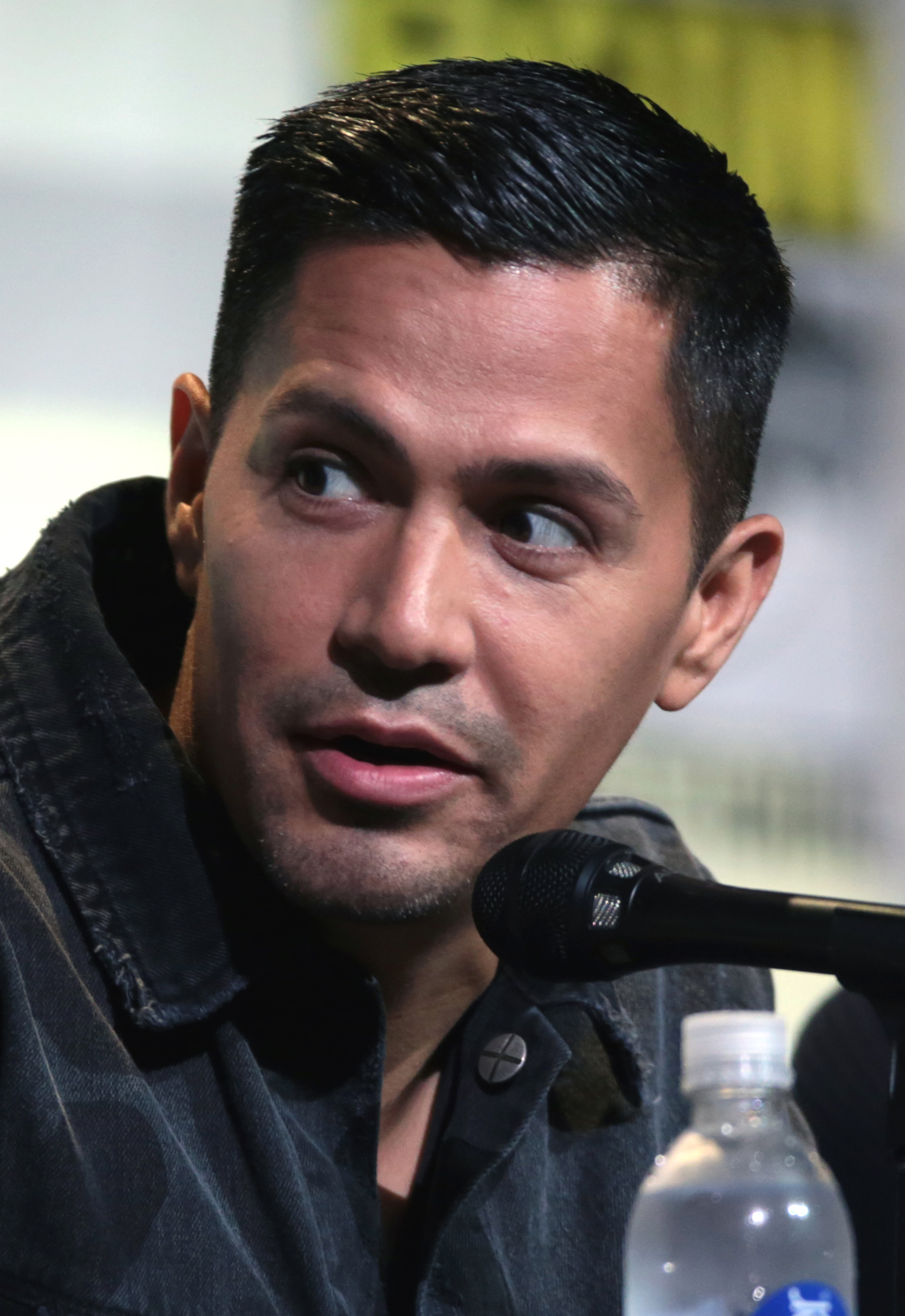
Jay Hernandez interpreta Thomas Magnum
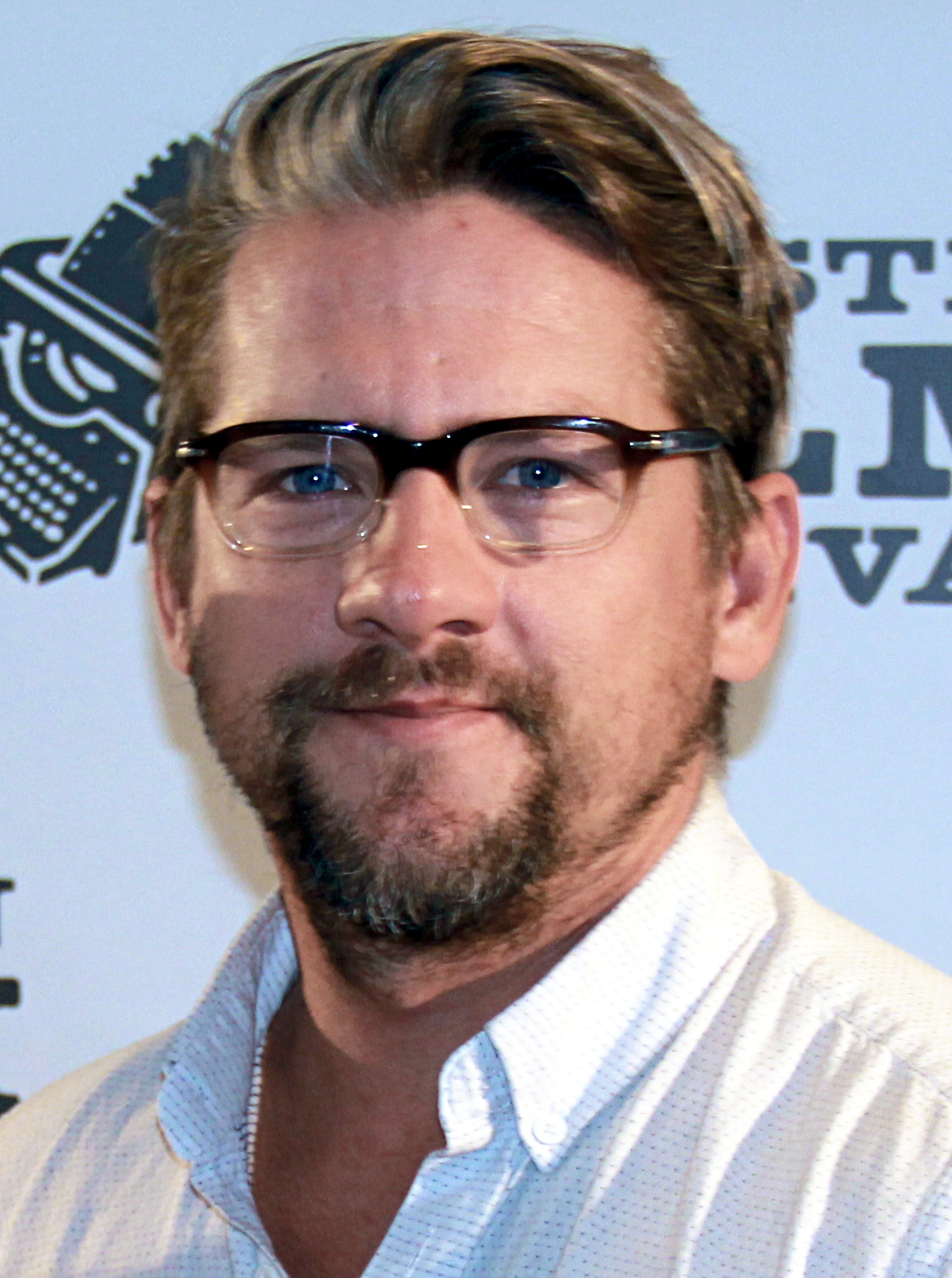
Zachary Knighton interpreta Orville "Rick" Wright

### Ricorrenti
- Sebastian Nuzo, interpretato da Domenick Lombardozzi, doppiato da Francesco Sechi. Un ex membro del team di Magnum, muore nel primo episodio, successivamente compare alcune volte in dei flashback.
- Kenny "Shammy" Shamberg, interpretato da Christopher Thornton, doppiato da Marco Giansante. Ex militare, costretto a vivere su una sedia a rotelle, diventa amico di TC, Magnum e Rick. Nella quinta stagione sarà per un breve tempo un punto di riferimento per TC, quando finirà sulla serie a rotelle per via di un agguato dove gli avevano sparato, ma alla fine tutto si risolve per il migliore dei mondi
- Dottoressa Noelani Cunha, interpretata da Kimee Balmilero. Una patologa dell'istituto di medicina legale di Honolulu, compare anche in Hawaii Five-O.
- Kamekona Tupuola, interpretato da Taylor Wily. Un ristoratore dell'isola, nemico in affari di TC, compare anche in Hawaii Five-O.
- Francis "Icepick" Hofstetler, interpretato da Corbin Bernsen, doppiato da Alberto Angrisano. Il padre adottivo di Rick, si tratta di un criminale, che ha cercato di tenere il figlioccio lontano dalla criminalità. Nella seconda stagione viene scarcerato perché affetto da un tumore al polmone allo stadio terminale.
- Luther H. Gillis, interpretato da Ken Jeong. Un investigatore privato rivale di Magnum.
- Capitano Buck Greene, interpretato da James Remar, doppiato da Edoardo Siravo. L'ex comandante di Magnum, nella seconda stagione lo invierà in una missione suicida per far liberare il figlio, tenuto in ostaggio, in seguito si dimette. Nella quinta stagione verrà rapito, torturato e infine ucciso da dei malavitosi che verranno poi arrestati grazie all'aiuto di Magnum, Rick, TC e Higgins
- Hannah, interpretata da Jordana Brewster, doppiata da Eleonora De Angelis. Ex fidanzata di Magnum, lavora nell'intelligence, muore nella prima stagione dopo che si era messa nei guai per salvare il padre.
- Jin Jeong, interpretato da Bobby Lee, doppiato da Luigi Morville. Esperto di informatica, lavora ai limiti della legge, spesso ha operato al fianco di Magnum e nonostante sembri stupido, in realtà invece è molto leale e un ottimo amico
- Abby Miller, interpretata da Brooke Lyons, doppiata da Claudia Razzi. Avvocatessa e interesse amoroso di Magnum.
- Maleah, interpretata da Janel Parrish, doppiata da Alice Venditti. È la figlia illegittima del defunto marito di Kumu, infatti in passato l'aveva tradita avendo avuto Maleah dalla sua amante.
- Suzy Madison, interpretata da Betsy Phillips, doppiata da Loretta Di Pisa. È la fidanzata di Rick, i due avranno poi una bambina nel finale della quarta stagione
- Cade, interpretato da Martin Martinez, doppiato da Lorenzo Del Romano. Ragazzo che viene da dei quartieri poveri, TC si affeziona a lui e gli offre un lavoro come cameriere nel bar di Rick. Nella quarta stagione TC cercherà di avviare le procedure di adozione per lui che però non andranno in porto, visto l'arrivo della nonna biologica che cercherà di ostacolare la cosa,  ma riuscirà ad adottarlo completamente nella quinta stagione
- Lia Kaleo, interpretata da Chantal Thuy, doppiata da Eva Padoan. Detective e partner di Gordon, intraprende una relazione con Magnum nella quarta stagione, però poi lo lascerà quando quest'ultimo scoprirà di chi lei è figlia, ovvero un noto mafioso dell'isola
- Beth, interpretata da Shawna Christensen, doppiata da Giuppy Izzo. Ex moglie di Gordon, con cui nonostante il divorzio ha un buon rapporto. Nella terza stagione degli uomini attaccherà no lei e Dennis mentre erano in macchina, lei si romperà in braccio, mentre invece suo figlio nel tentativo di proteggerla, subirà un brutto colpo alla testa che lo porterà a essere operato a a dover rimanere qualche giorno in ospedale per riprendersi completamente. Nell'ultimo episodio della quarta stagione verrà rapita da alcuni uomini che ricatteranno Gordon con la sua vita, infatti uno di questi le sparerà a un braccio, salvo poi aiutarla a tamponare la ferita; alla fine dell'episodio Gordon riuscirà a salvarla.
- Robbie Nelson, interpretato da Devon Sawa, doppiato da Giorgio Borghetti. Vecchio amico di Rick, è venuto alle Hawaii da Chicago per fuggire dalla mafia albanese, ma senza risultati, infatti lo trovano e lo uccidono.
- Dennis Katsumoto, interpretato da Lance Lim, doppiato da Federico Campaiola. Unico figlio di Gordon Katsumoto avuto con la sua ex moglie Beth. Nonostante sia a volte in disaccordo con suo padre, alla fine si vogliono molto bene e ha anche un ottimo rapporto con sua madre, nonostante il divorzio. Nella quarta stagione subirà un incidente dal quale fortunatamente si riprenderà completamente. Nella quinta stagione suo padre lo aiuterà nella ricerca dell'università e dopo vari tentennamenti deciderà di andare a studiare sul continente

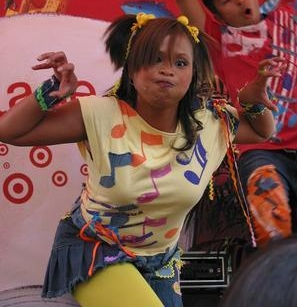
Kimee Balmilero interpreta Noelani Cunha
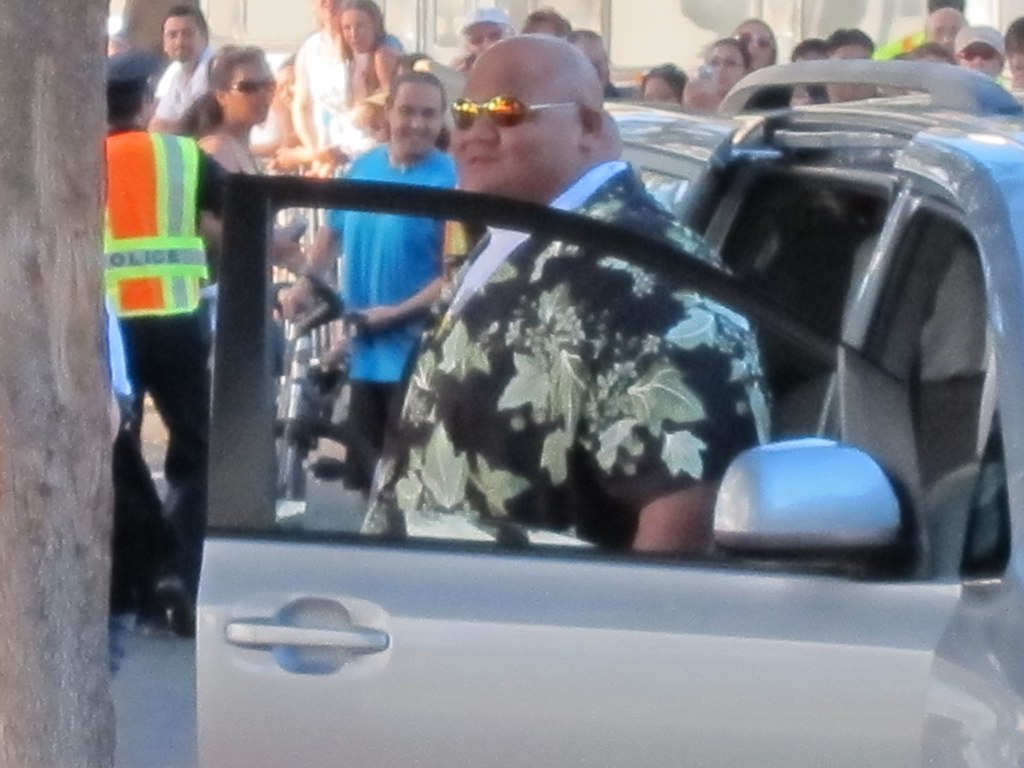
Taylor Wily interpreta Kamekona Tupuola
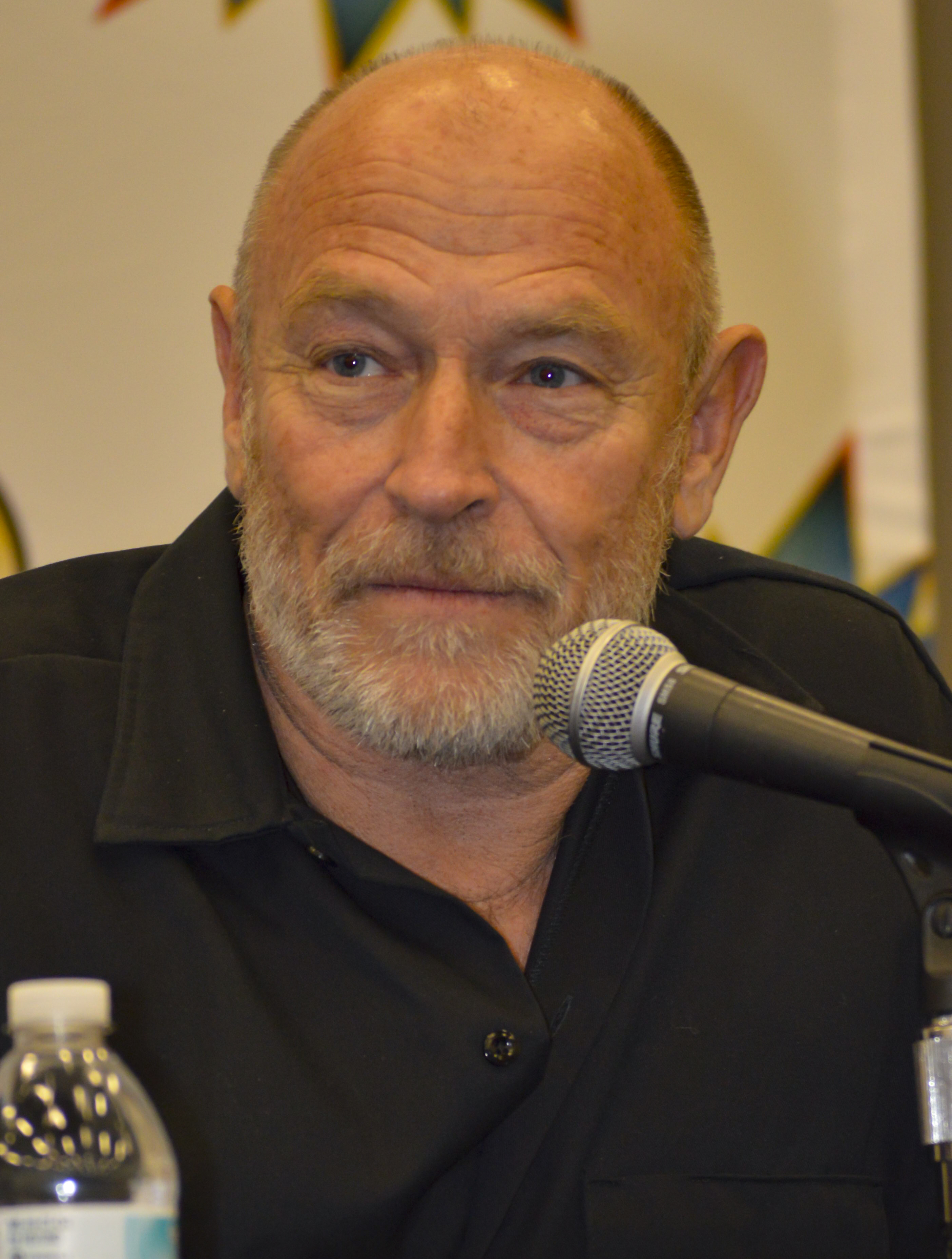
Corbin Bernsen interpreta Francis "Icepick" Hofstelter
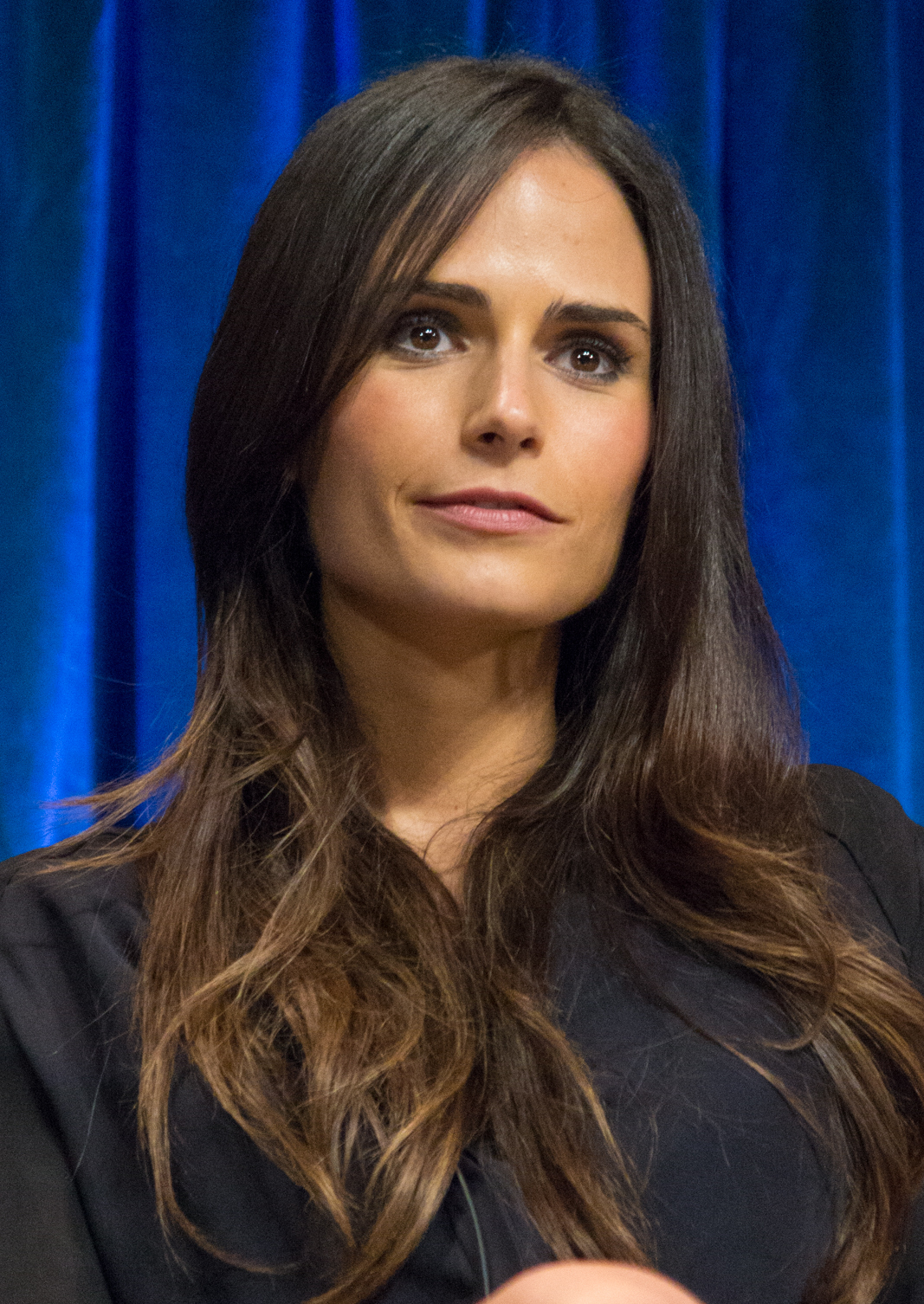
Jordana Brewster interpreta Hannah
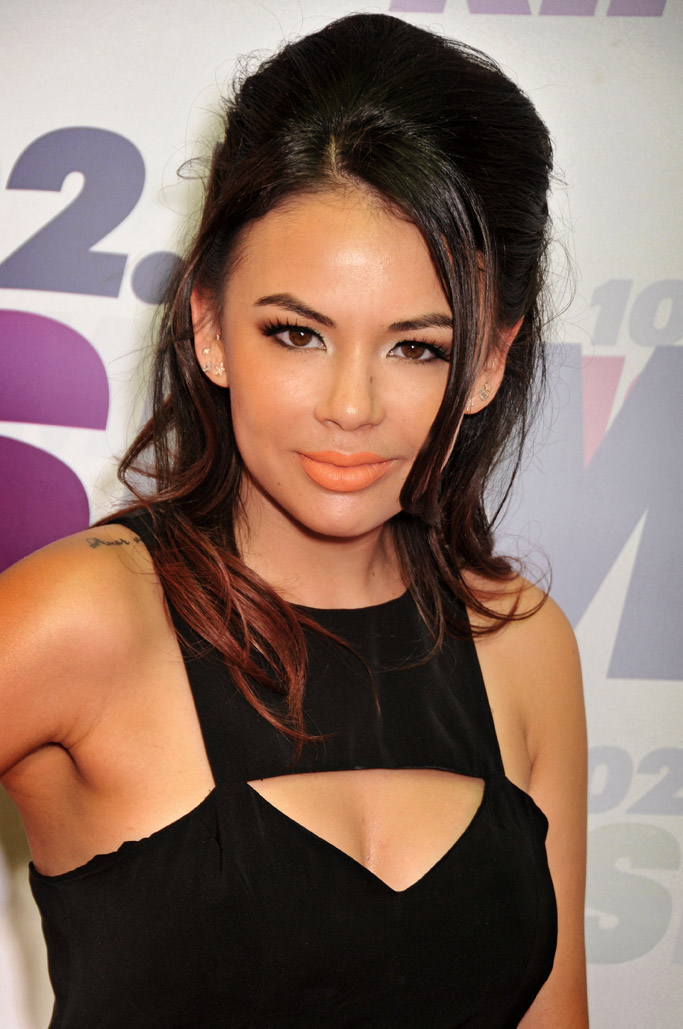
Janel Parrish interpreta Maleah
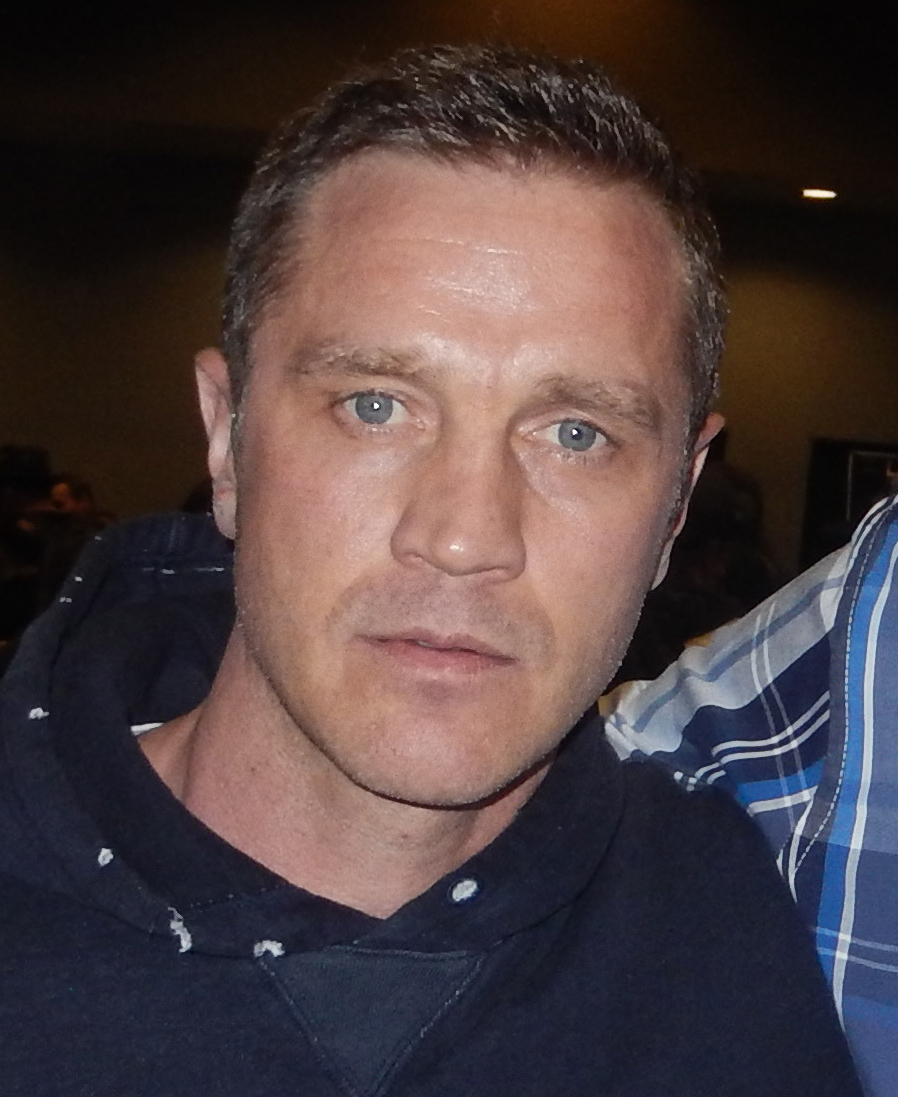
Devon Sawa interpreta Robbie Nelson

## Produzione

### Sviluppo
Nel febbraio del 2018, venne annunciato che la CBS avevo dato il via libera alla realizzazione dell'episodio pilota, scritto da Peter M. Lenkov e Eric Guggenheim e diretto da Justin Lin.
L'11 maggio 2018, CBS ordinò ufficialmente la serie, in cui Peter M. Lenkov sarà anche produttore esecutivo e showrunner.
Il 22 agosto 2018, con l'arrivo dell'uragano Lane di quarta categoria, nelle Hawaii la CBS riferì che "stavano monitorando da vicino la situazione" ma che la produzione sarebbe continuata come previsto. Il giorno seguente, la rete, sospese temporaneamente la produzione della serie e di Hawaii Five-0 fino a nuovo avviso.
Il 25 gennaio 2019, viene rinnovata per una seconda stagione.
A maggio 2020 la CBS ha rinnovato la serie per una terza stagione. Ottiene un ulteriore rinnovo anche per una quarta, e sebbene fosse stato annunciato che sarebbe stata l'ultima, ottiene invece un doppio rinnovo per una quinta e una sesta, con contestuale passaggio su NBC. Successivamente venne annunciata la cancellazione della sesta stagione. A giugno 2023 è stato riportato che la quinta sarà la stagione finale.

### Casting
Il 20 febbraio 2018, Jay Hernandez venne scelto per interpretare Thomas Magnum. Il 2 marzo 2018, entrò nel cast Perdita Weeks nel ruolo di Juliet Higgins, seguita, il 16 maggio 2018 da Zachary Knighton (Rick Wright). Tre giorni dopo, Stephen Hill, si unì al cast nel ruolo di Theodore "T.C" Calvin. Successivamente, Tim Kang, venne scelto per interpretare il detective Gordon Katsumoto, seguito da Amy Hill nel ruolo di Kumu.
Tom Selleck, che interpretava Magnum nella serie originale, pur complimentandosi per il lavoro svolto dagli autori, ha tuttavia dichiarato in un'intervista che non sarebbe mai apparso nel reboot, anche se gli era stato richiesto, per non togliere nulla all'originale e anche a causa delle riprese concomitanti di Blue Bloods.
Roger E. Mosley, che interpretava Theodore Calvin nella serie originale, ha recitato in un episodio. Larry Manetti, che interpretava invece Rick Wright, ha un ruolo ricorrente nella nuova serie con il personaggio che interpreta nel reboot di Hawai Five-0.

### Riprese
Le riprese della prima stagione sono iniziate il 23 luglio 2018 con una tradizionale benedizione hawaiana.
Un tema ricorrente della serie originale era l'uso da parte di Magnum della Ferrari 308 GTS di Masters. L'auto è diventata un'icona culturale, indissolubilmente legata alla serie, così nella nuova serie è stata brevemente mostrata nell'episodio pilota. Nel 2018 il team di produzione ha aggiornato il veicolo preferito con una Ferrari 488 Spider.

## Promozione
Il 16 maggio 2018 è stato pubblicato il primo trailer della serie.

## Distribuzione
L'episodio pilota è stato trasmesso in anteprima speciale al San Diego Comic-Con International.

## Accoglienza
Il reboot di Magnum, P.I. ha ricevuto recensioni contrastanti da parte dalla critica. Sull'aggregatore di recensioni Rotten Tomatoes ha un indice di gradimento del 57% con un voto medio di 6.35 su 10, basato su 21 recensioni, mentre su Metacritic ha un punteggio di 47 su 100, basato su 16 recensioni.
Su Wired.it la recensione è abbastanza critica: "...Il remake dell'omonimo telefilm degli anni '80 è una produzione al minimo sindacale dello sforzo che ne riproduce le dinamiche senza fantasia..." Analogo giudizio critico si ritrova su Movieplayer.it: "...Non bastano i meravigliosi paesaggi, gli scontri e gli inseguimenti di ogni tipo per mantenere alta l'attenzione degli spettatori, anche quelli che non ricordano con affetto l'interpretazione di Tom Selleck, diventata davvero iconica e memorabile nel corso degli anni."